# St. Thomas (Lübeck)

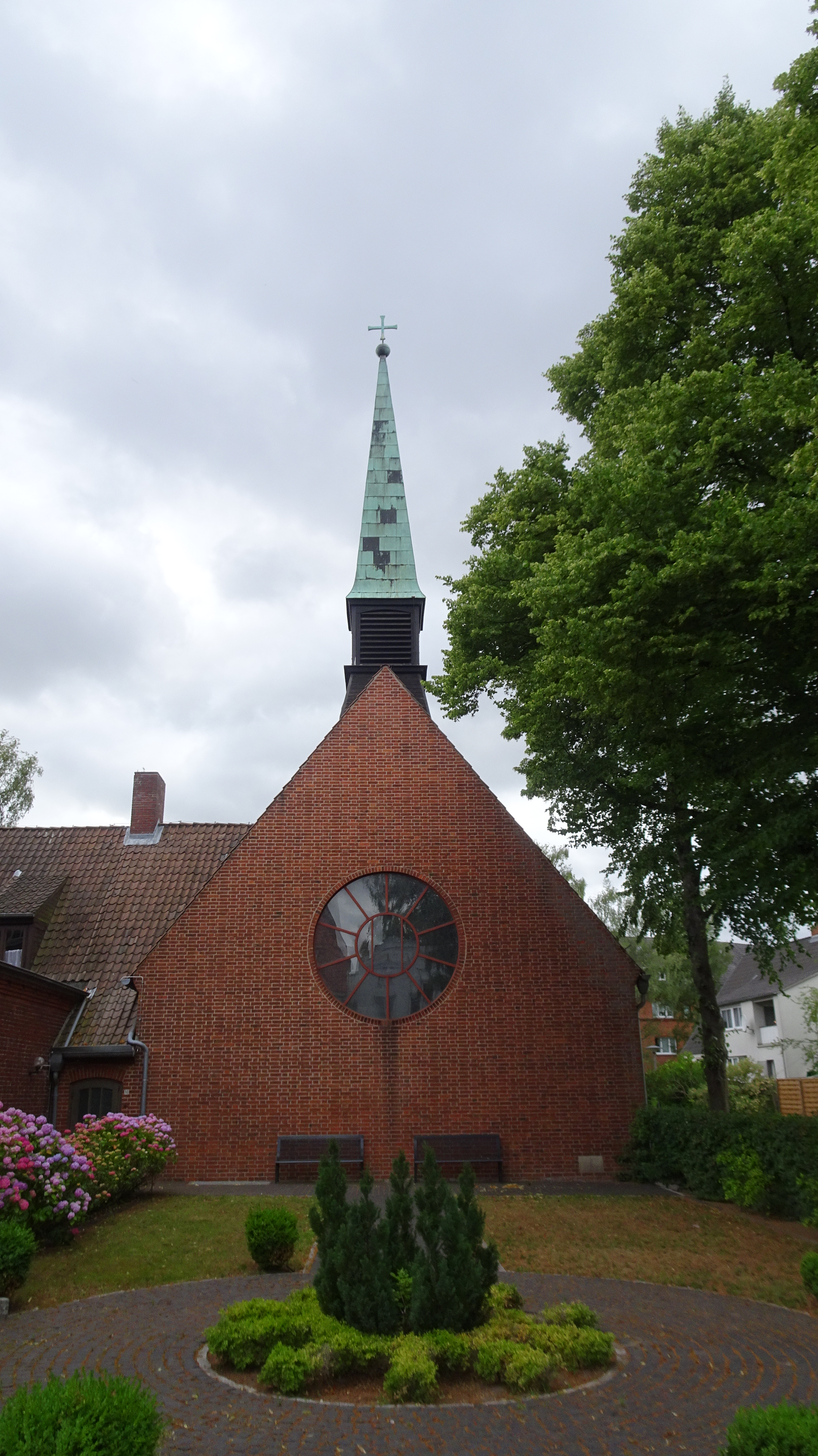
St. Thomas

Die St. Thomas-Kirche ist ein evangelisch-lutherisches Kirchengebäude im Ortsteil Marli der Hansestadt Lübeck.

## Geschichte
Der Lübecker Ortsteil Marli und Teile von Brandenbaum in der Vorstadt St. Gertrud gehörten seit 1902 zur gleichnamigen Kirchengemeinde der St.-Gertrud-Kirche. Da die Bevölkerung in St. Gertrud stark angewachsen war, gehörten Ende der vierziger Jahre rund 35.000 Gläubige zur Kirchengemeinde. Deswegen wurde am 1. Oktober 1950 der Bereich Marli und Brandenbaum als eigene Kirchengemeinde abgetrennt. Die neue Gemeinde und ihre Kirche wurden nach dem Apostel Thomas benannt.
Da die Besiedlung in Marli, Brandenbaum und Eichholz durch zahlreiche Neubauten weiter stieg, wurde die St.-Thomas-Gemeinde bereits 1952 in zwei Pfarrbezirke aufgeteilt. Zusammengefasst wurde der zweite Pfarrbezirk, der Eichholz umfasste, 1954 mit Teilen der Kirchengemeinde St. Gertrud zur neuen Kirchengemeinde St. Christophorus. 1956 wurde St. Philippus in Brandenbaum als selbstständige Kirchengemeinde abgeteilt, genauso 1963 die Auferstehungskirche im neuen Siedlungsgebiet, das in Richtung Wesloer Brücke entstanden war.
Am 1. Januar 2022 schlossen sich St. Thomas, Auferstehungskirche und St. Philippus zur Evangelisch-Lutherischen Kirchengemeinde Marli-Brandenbaum Lübeck zusammen.

## Bau
Die St.-Thomas-Kirche ist der erste Kirchenneubau nach dem Zweiten Weltkrieg in Lübeck. Sie wurde von dem Architekten Gerhard Langmaack aus Hamburg entworfen und erbaut. Der Grundstein der Kirche wurde 1950 gelegt, Pfingsten 1951 wurde das Kirchengebäude schon eingeweiht, durch Bischof Johannes Pautke. Der Raumeindruck ist durch Holz bestimmt, mit einem hölzernen Tonnengewölbe schließt das Kirchenschiff und mit einem massiven Ziegelsteinblock mit einer Sandplatte steht der Altar unter einem hölzernen Baldachin, welcher von vier Stützen getragen wird. Das runde Buntglasfenster trägt zu einem besonderen Raumeindruck bei, das Begebenheiten aus dem Leben des Jüngers Thomas wiedergibt. Das Fenster wurde in der Lübecker Glaserei Berkentien nach Entwurf von Hilde Ferber gefertigt. Die Geschichte des ungläubigen Thomas steht im Zentrum, zu dem der auferstandenen Christus spricht: „Lege deinen Finger hierher und sieh meine Hände an und gib deine Hand her und lege sie in meine Seite und sei nicht ungläubig, sondern gläubig!“ (Joh 20,27 ).

## Orgel

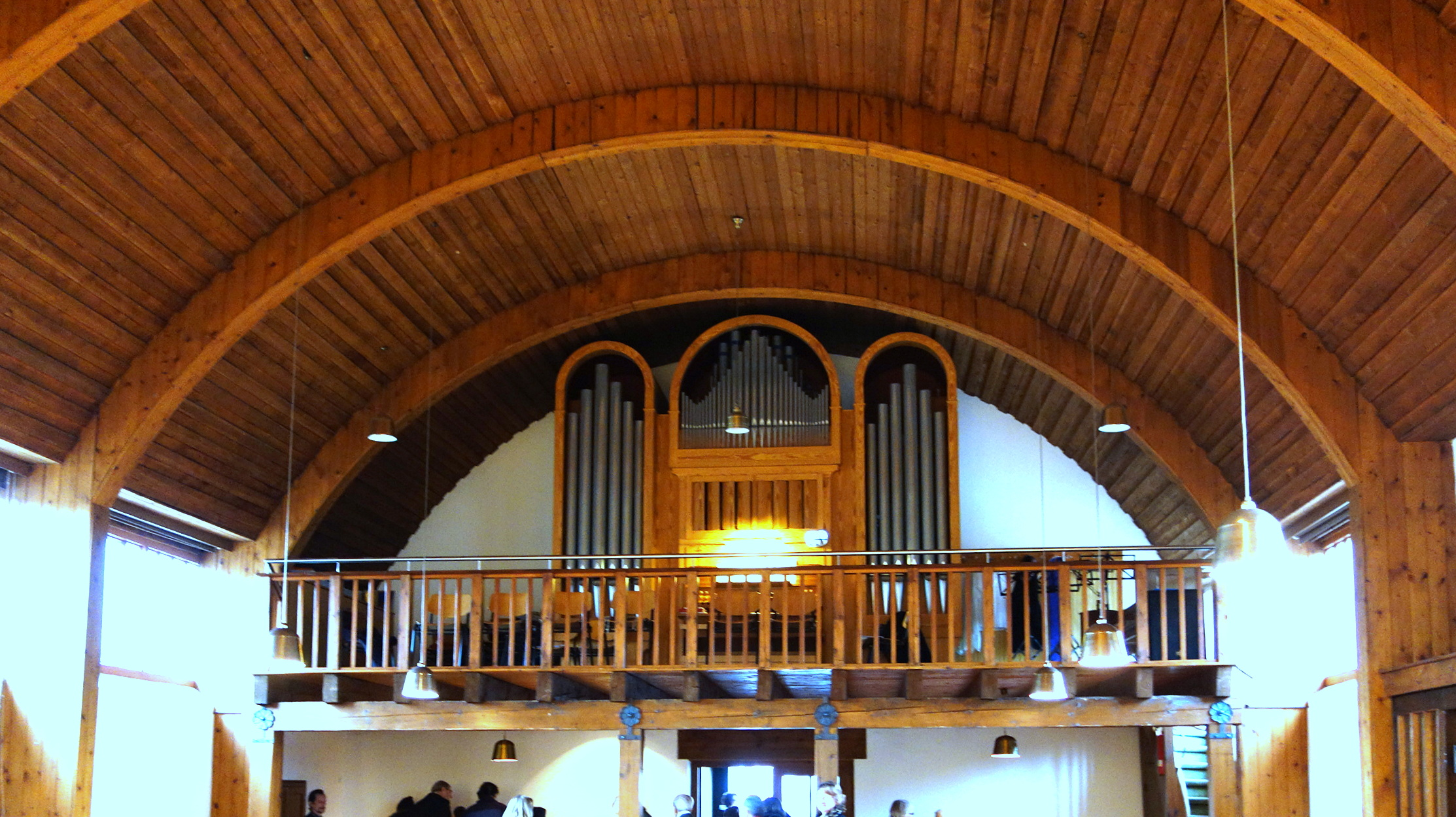
Orgel

Die erste Orgel der Kirche war ein Werk der Lübecker Orgelbaufirma Emanuel Kemper. 1982 wurde sie durch ein Instrument mit 18 Registern auf zwei Manualen und Pedal von der Firma Kleuker aus Brackwede ersetzt. Die Orgel fügt sich mit ihren romanisch wirkenden Rundbögen gut in das Tonnengewölbe ein.